# Dicamptus nigropictus
Dicamptus nigropictus är en stekelart som först beskrevs av Matsumura 1912.  Dicamptus nigropictus ingår i släktet Dicamptus och familjen brokparasitsteklar. Inga underarter finns listade i Catalogue of Life.